# Мадара (Болгария)
Мадара (болг. Мадара) — село в Болгарии. Находится в Шуменской области, входит в общину Шумен. Население составляет 1 238 человек.
Село находится в 17 км к востоку от города Шумен. Близ села расположен археологический памятник «Мадарский всадник», представляющий собой рельефное изображение всадника, высеченное на отвесной скале на высоте 23 м. Внесён в список Всемирного наследия ЮНЕСКО в 1979 году.

## Политическая ситуация
В местном кметстве Мадара, в состав которого входит Мадара, должность кмета (старосты) исполняет Христина Димчева Димитрова (коалиция в составе 3 партий: Демократы за сильную Болгарию (ДСБ), Союз свободной демократии (ССД), Союз демократических сил (СДС)) по результатам выборов правления кметства.
Кмет (мэр) общины Шумен — Красимир Благоев Костов (Болгарская социалистическая партия (БСП)) по результатам выборов в правление общины.